# Grand Prix de Wallonie 2016
Il Grand Prix de Wallonie 2016, cinquantasettesima edizione della corsa e valevole come evento dell'UCI Europe Tour 2016 categoria 1.1, si svolse il 14 settembre 2016 su un percorso di 205,5 km, con partenza da Beaufays e arrivo a Namur, in Belgio. La vittoria fu appannaggio del francese Tony Gallopin, che completò il percorso in 5h06'17", alla media di 40,257 km/h, precedendo il ceco Petr Vakoč e il belga Jérôme Baugnies.
Sul traguardo di Namur 121 ciclisti, su 138 partiti da Beaufays, portarono a termine la competizione.

## Squadre e corridori partecipanti
| N.    | Cod. | Squadra                    |
| ----- | ---- | -------------------------- |
| 1-8   | LTS  | Lotto Soudal               |
| 11-18 | ALM  | AG2R La Mondiale           |
| 21-28 | EQS  | Etixx-Quick Step           |
| 31-38 | FDJ  | FDJ                        |
| 41-48 | IAM  | IAM Cycling                |
| 51-58 | COF  | Cofidis, Solutions Crédits |
| 61-68 | FVC  | Fortuneo-Vital Concept     |
| 71-78 | ROP  | Roompot-Oranje Peloton     |
| 81-88 | SSG  | Stölting Service Group     |

| N.      | Cod. | Squadra                          |
| ------- | ---- | -------------------------------- |
| 91-98   | TSV  | Topsport Vlaanderen-Baloise      |
| 101-108 | WGG  | Wanty-Groupe Gobert              |
| 111-118 | CCA  | Color Code-Arden'Beef            |
| 121-128 | CRV  | Crelan-Vastgoedservice CT        |
| 131-138 | RLM  | Roubaix-Lille Métropole          |
| 141-148 | PCW  | T.Palm-Pôle Continental Wallon   |
| 151-158 | VER  | Veranclassic-Ago                 |
| 161-168 | VWT  | Veranda's Willems Cycling Team   |
| 171-178 | WBC  | Wallonie Bruxelles-Group Protect |

## Ordine d'arrivo (Top 10)
| Pos. | Corridore           | Squadra  | Tempo    |
| ---- | ------------------- | -------- | -------- |
| 1    | Tony Gallopin       | Lotto    | 5h06'17" |
| 2    | Petr Vakoč          | Etixx    | s.t.     |
| 3    | Jérôme Baugnies     | Wanty    | a 1"     |
| 4    | Huub Duijn          | Roompot  | s.t.     |
| 5    | Nicolas Edet        | Cofidis  | s.t.     |
| 6    | Tiesj Benoot        | Lotto    | a 4"     |
| 7    | Baptiste Planckaert | Wallonie | s.t.     |
| 8    | Rasmus Guldhammer   | Stölting | s.t.     |
| 9    | Jonathan Hivert     | Fortuneo | s.t.     |
| 10   | Fabian Wegmann      | Stölting | s.t.     |